# 密室會議
密室會議指一小群人在不公開狀況下開會決議了牽涉其他人利益的事項，而其他利害關係人卻無法參與，導致任人宰割的感覺。
反對方建基於密室會議的不公平感，而全面反對任何密室會議的型態，認為是特定有權者對其他無權者的壓迫。
支持方認為密室會議是偏向中性的名詞，不具有負面性，且密室會議在人類社會有現實必要性，例如做出犧牲少數人利益保全群體利益時，不能讓被犧牲者知曉或參與；否則會危害整體計畫，導致殘存可行的方案也被破壞，從而使事件無法挽回。
例如軍事作戰計畫，通常由少數將領在房間中擬定，也可視為一種密室會議；但軍事有其機密性，不能交付廣泛討論，計畫中需要犧牲或重大死傷的部隊也不能讓該部隊成員知曉，否則該部隊成員可能將計畫廣為宣傳或叛變。

## 相關
- 亞爾達密約
- 世界贸易组织
- 密室政治
- 寡头政治
- 共同统治主义